# みんなのうた年度別放送楽曲一覧 (1990年代)
みんなのうた年度別放送楽曲一覧（みんなのうたねんどべつほうそうがっきょくいちらん）は, NHKの音楽番組「みんなのうた」で1990年代に放送された楽曲の年度別にリスト化したものである。過去の再放送についても本項で扱う。